# Centistes flavipes
Centistes flavipes är en stekelart som beskrevs av Szepligeti 1911. Centistes flavipes ingår i släktet Centistes och familjen bracksteklar. Inga underarter finns listade.